# Prueba Loinaz
La Prueba Loinaz est une course cycliste qui se déroule au mois de juillet à Beasain (Guipuscoa), dans la communauté autonome du Pays basque. Créée en 1926, elle fait partie des plus anciennes compétitions cyclistes encore disputées en Espagne,. Une première édition aurait eu lieu dès 1913, mais elle n'est pas prise en compte par les organisateurs.
Auparavant ouverte aux participants professionnels, elle est réservée aux amateurs depuis 1963. Des cyclistes espagnols réputés s'y sont imposés. On peut mentionner Domingo Perurena, Vicente López Carril, Julián Gorospe, Peio Ruiz Cabestany, Abraham Olano, les frères Aitor et Unai Osa, Carlos Sastre ou encore Igor Astarloa.

## Palmarès
| Année                                 | Vainqueur                    | Deuxième                   | Troisième                |
| Épreuve courue par les professionnels |                              |                            |                          |
| ------------------------------------- | ---------------------------- | -------------------------- | ------------------------ |
| 1926                                  | Ricardo Montero              | Sebastián Echaniz          | Nicasio Urdangarin       |
| 1927                                  | Alfredo Nájera               |                            |                          |
| 1928                                  | Ricardo Montero              | Benito Urdanoz (es)        | Luciano Montero          |
| 1929                                  | Luciano Montero              | Francisco Cepeda           | Ricardo Montero          |
| 1930                                  | Luciano Montero              | Mariano Cañardo            | Ramón Oñaederra          |
| 1931                                  | Luciano Montero              | Ricardo Montero            | Joaquín Iturri           |
| 1932                                  | Salvador Cardona             | Francisco Cepeda           | José Urdangarin (es)     |
| 1933                                  | Alejandro Fombellida         | Vicente Carretero          | Ezequiel Sáez            |
| 1934                                  | Luciano Montero              | Fermín Trueba              | Salvador Cardona         |
| 1935                                  | Fermín Apalategi             | Jesús Dermit               | Luciano Montero          |
| 1936                                  | Federico Ezquerra            | Juan Larrinaga             | Jesús Dermit             |
| 1937-1938                             | pas de course                | pas de course              | pas de course            |
| 1939                                  | Antonio Ugarteburu           | Manuel Garin               | Fermín Trueba            |
| 1940                                  | Miguel de Diego              |                            |                          |
| 1941                                  | Claudio Leturiaga            |                            |                          |
| 1942                                  | Enrique Torres (es)          |                            |                          |
| 1943                                  | Miguel Lizarazu              | Jesús Dermit               | Félix Vidaurreta         |
| 1944                                  | Cipriano Aguirrezábal        | Dalmacio Langarica         | Ampelio Renedo           |
| 1945                                  | José López Gandara           | Miguel Lizarazu            | José Antonio Landa       |
| 1946                                  | Ignacio Orbaiceta            | Miguel Lizarazu            | José Antonio Landa       |
| 1947                                  | Julián Aguirrezabal          | Ángel Puente               | Hortensio Vidaurreta     |
| 1948                                  | Juan Cruz Ganzarain          | José Maria Lopetegui       | Francisco Expósito       |
| 1949                                  | Hortensio Vidaurreta         | Cipriano Aguirrezábal      | Félix Vidaurreta         |
| 1950                                  | Francisco Michelena          | Julián Aguirrezabal        | Eduardo Pascual          |
| 1951                                  | Óscar Elgezabal              | Jesús Loroño               | Manuel Aizpuru           |
| 1952                                  | Martín Mancisidor            | Joaquín Aizpuru            | Tomás Oñederra           |
| 1953                                  | Joaquín Aizpuru              | Manuel Aizpuru             | José Manuel Apalategui   |
| 1954                                  | Antonio Ferraz               | Felipe Alberdi             | Adolfo Cruz              |
| 1955                                  | Carmelo Morales              | Cosme Barrutia             | Tomás Oñederra           |
| 1956                                  | Felipe Alberdi               | Vicente Aramburu           | Hortensio Vidaurreta     |
| 1957                                  | Cosme Barrutia               | Antonio Barrutia           | Emilio Cruz              |
| 1958                                  | Jesús Davoz                  | Luis Otaño                 | José Luis Talamillo      |
| 1959                                  | Luciano Montero Rechou       | Antonio Barrutia           | Roberto Torres           |
| 1960                                  | Carmelo Morales              | Luciano Montero Rechou     | Julio Jiménez            |
| 1961                                  | José Bernárdez               | Jorge Nicolau              | Roberto Morales          |
| 1962                                  | José Antonio Momeñe          | Sebastián Elorza           | Antonio Barrutia         |
| Épreuve courue par les amateurs       |                              |                            |                          |
| 1963                                  | A. Blanco                    |                            |                          |
| 1964                                  | Domingo Perurena             |                            |                          |
| 1965                                  | Vicente López Carril         | José Luis Bilbao           | Juan Sánchez Camero      |
| 1966                                  | Gabriel Mascaró              |                            |                          |
| 1967                                  | Santiago Lazcano             |                            |                          |
| 1968                                  | Fernando Iragorri            |                            |                          |
| 1969                                  | Santiago Lazcano             |                            |                          |
| 1970                                  | J. Izagirre                  |                            |                          |
| 1971                                  | J. Aizpuru                   |                            |                          |
| 1972                                  | J. Arrospide                 |                            |                          |
| 1973                                  | José Nazábal                 |                            |                          |
| 1974                                  | Julián Andiano               |                            |                          |
| 1975                                  | Carlos Valencia              |                            |                          |
| 1976                                  | José Luis Rodríguez Inguanzo |                            |                          |
| 1977                                  | Carlos Machín                |                            |                          |
| 1978                                  | José Luis Rodríguez Inguanzo |                            |                          |
| 1979                                  | Carlos Machín                |                            |                          |
| 1980                                  | Eduardo González Salvador    |                            |                          |
| 1981                                  | Julián Gorospe               |                            |                          |
| 1982                                  | Iñaki López                  |                            |                          |
| 1983                                  | Pello Ruiz Cabestany         |                            |                          |
| 1984                                  | Juan Tomás Martínez (es)     |                            |                          |
| 1985                                  | Marino Alonso                |                            |                          |
| 1986                                  | José Antonio Maestre         |                            |                          |
| 1987                                  | Iñaki Murua                  |                            |                          |
| 1988                                  | Jesús Ángel García           |                            |                          |
| 1989                                  | Francisco Ignacio San Román  |                            |                          |
| 1990                                  | Roberto Lezaun               |                            |                          |
| 1991                                  | Oscar López Uriarte (es)     |                            |                          |
| 1992                                  | Abraham Olano                |                            |                          |
| 1993                                  | Salvador Ruiz                |                            |                          |
| 1994                                  | Aitor Osa                    |                            |                          |
| 1995                                  | Iker Zabaleta                |                            |                          |
| 1996                                  | Unai Osa                     |                            |                          |
| 1997                                  | Carlos Sastre                |                            |                          |
| 1998                                  | Igor Astarloa                | Juan Antonio Flecha        | Esteban Suescun          |
| 1999                                  | Gorka Arrizabalaga           | Patxi Vila                 | José Manuel Vázquez      |
| 2000                                  | Patxi Vila                   | Xabier Zandio              | Luke Weir                |
| 2001                                  | Jon Bru                      | Rubén Lobato               | Dionisio Galparsoro      |
| 2002                                  | Aitor Pérez Arrieta          | Dionisio Galparsoro        | David López García       |
| 2003                                  | Aitor Pérez Arrieta          | Mikel Elgezabal (es)       | Iban Uberuaga            |
| 2004                                  | Beñat Albizuri               | Francisco Terciado         | Imanol Erviti            |
| 2005                                  | Iván Gilmartín               | Alberto Fernández Sainz    | Eder Salas               |
| 2006                                  | Francisco Gutiérrez          | Juan Francisco Mourón (es) | Eder Salas               |
| 2007                                  | Carlos Oyarzún               | Jaume Rovira               | Óscar Pujol              |
| 2008                                  | Eneko Echeverz               | Manuel Lloret              | Gorka Izagirre           |
| 2009                                  | Guillermo Lana               | Enrique Salgueiro          | Paul Kneppers            |
| 2010                                  | Daniel Díaz                  | Markel Antón               | Haritz Orbe              |
| 2011                                  | José Belda                   | José David Martínez        | Haritz Orbe              |
| 2012                                  | Marcos Jurado                | Jon Larrinaga              | Alberto Gallego          |
| 2013                                  | Jordi Simón                  | Miguel Ángel Benito        | Ibai Salas               |
| 2014                                  | Aritz Bagües                 | Mikel Bizkarra             | Iván Martínez            |
| 2015                                  | Jorge Arcas                  | Mikel Iturria              | Miguel Ángel Ballesteros |
| 2016                                  | Gonzalo Serrano              | Daniel Sánchez             | Edwin Torres             |
| 2017                                  | Jorge Bueno                  | Bernat Font                | Juan Antonio López-Cózar |
| 2018                                  | Sebastián Mora               | Unai Cuadrado              | Jaume Sureda             |
| 2019                                  | Unai Iribar                  | Alessandro Fancellu        | Alejandro Ropero         |
| 2020                                  | annulé                       | annulé                     | annulé                   |
| 2021                                  | Pablo García                 | Xabier Berasategi          | Unai Esparza             |
| 2022                                  | Viacheslav Ivanov            | José Marín Aragón          | Íñigo González Ibarra    |
| 2023                                  | Samuel Fernández             | Julen Arriolabengoa        | Lucas Towers             |
| 2024                                  | Haimar Etxeberria            | Sergio Gutiérrez           | Marc Cabedo              |
| 2025                                  | José María Martín            | Sergio Gutiérrez           | Aimar Galdós             |